# Кадыров, Адам Рамзанович
Ада́м Рамза́нович Кады́ров (род. 24 ноября 2007, Чечня) — сын главы Чеченской Республики Рамзана Кадырова. Является секретарём Совета безопасности Чечни (с 21 апреля 2025).
В 2023 году в 15-летнем возрасте получил широкую известность как фигурант общественного резонанса в связи с избиением Никиты Журавеля в СИЗО Грозного , последующим присвоением звания Героя Чеченской Республики и назначением на должность начальника отдела обеспечения безопасности главы Чеченской Республики (с 5 ноября 2023).

## Биография

### Происхождение
Адам Кадыров родился 24 ноября 2007 года в семье Рамзана Ахматовича и Медни Мусаевны Кадыровых и стал третьим сыном и седьмым ребёнком. Его отец на тот момент уже был главой Чечни.
Журналисты-расследователи издания «Проект» считают, что настоящая мать Адама — любовница Рамзана Кадырова Замира Джабраилова, которой на момент рождения Адама было 15 лет. Утверждается, что в 2013 году шестилетний Адам стал самым юным в России хафизом (человеком, наизусть выучившим Коран).
В 2019 году 11-летний Адам Кадыров сыграл эпизодическую роль в турецком телесериале «Воскресший Эртогрул».

### Занятие спортом
С раннего детства он занимался боями без правил и боксом, рано дебютировал на международном турнире MMA, причём бои с его участием транслировались на чеченском телевидении.
4 октября 2016 года восьмилетнего Адама привели на турнир «Гран-при Ахмат» в Грозном, в котором ему организовали поединок по любительским правилам смешанных единоборств в рамках показательных выступлений; мальчику присудили победу над Давидом Халатовым из Республики Северная Осетия. Во время взвешивания Адам устроил потасовку с соперником, которую пресекли взрослые. Старшие сыновья Рамзана Кадырова — Эли и Ахмад — также участвовали в этом турнире и были признаны победителями. Правила вида спорта «смешанное боевое единоборство» не допускают проведения поединков среди 8-10-летних детей. Мероприятие критиковали представители спортивного сообщества, в том числе глава Союза ММА России Фёдор Емельяненко, так как правила турнира предусматривают возрастную планку для бойцов в 14 лет; руководство спортклуба «Ахмат» потребовало от него извинений, а некоторые чеченские чиновники разместили в интернете оскорбления. Министерство спорта РФ провело проверку и признало, что участие детей в неофициальном турнире по ММА нарушало правила вида спорта, и направило в адрес региональных властей и спортивных федераций информационное письмо с требованием соблюдать правовые нормы при организации соревнований.
В 2017 году Адам вновь победил в турнире в клубе «Ахмат», одержав 3 победы по облегчённым правилам ММА. В 2018 году Адам одержал победу над Аланом Бейчекуевым из Кабардино-Балкарии в поединке по кикбоксингу. Проигравший соперник получил от благотворительного фонда имени Ахмат-Хаджи Кадырова 100 000 рублей.
В феврале 2020 года Адам Кадыров участвовал в турнире «Время легенд» по правилам любительского бокса, где его противником согласился стать угандиец Мукиса Укаша. В первом раунде африканский боксёр почти не атаковал, а во втором сел на колено после несильного удара и не поднялся в стойку за время отсчёта до 10 секунд, таким образом Кадырову была присуждена победа нокаутом. После боя ему вручили пояс клуба «Ахмат» с надписью «Шеф Чемпион».
8 апреля 2021 года 13-летний Адам провёл боксёрский поединок против Аслана Биттирова. Его соперник доминировал в течение первых двух раундов. За 11 секунд до конца второго раунда рефери прервал атаку Биттирова и начал отсчитывать ему нокдаун, хотя тот твёрдо стоял в боевой стойке и был готов продолжать поединок. При этом из угла Биттирова в знак сдачи выбросили полотенце, и Кадырову была присуждена победа техническим нокаутом. Комментаторы поединка удивились и не смогли объяснить ситуацию. Когда видеозапись соревнования попала в интернет, это вызвало скандал: многие боксёры и представители спортивного сообщества заметили, что Аслан Биттиров не находился в нокдауне и оснований для отсчёта до 10 не было. Тем временем чеченские СМИ писали, что Адам «не оставил ни единого шанса» сопернику.

### Инцидент с Никитой Журавелем
В 2023 году в Интернете стал распространяться видеоролик, в котором 15-летний Адам Кадыров наносит удары находившемуся в следственном изоляторе в Грозном обвиняемому в сожжении Корана Никите Журавелю. Видео с избиением опубликовал отец Рамзан Кадыров, одобривший действия сына, что вызвало значительный общественный резонанс. После инцидента с Никитой Журавелем Адам Кадыров начал получать множество российских региональных и общественных наград.
Рамзан Кадыров в ходе ежегодного прямого эфира заявил, что «было бы хорошо», если бы его 16-летний сын Адам «убил бы его».

### Политическая карьера
В 2023 году в 15 лет был назначен начальником отдела обеспечения безопасности главы Чеченской Республики. Рамзан Кадыров обосновал это тем, что его сын имеет множество заслуг перед республикой и способен занимать такую должность.
В конце ноября 2023 года было объявлено, что Адам Кадыров назначен куратором созданного месяцем ранее чеченского батальона им. Шейха Мансура и одновременно награждён «звездой батальона Шейха Мансура».
29 апреля 2024 года Адам Кадыров был назначен куратором Российского университета спецназа имени В. В. Путина, расположенном в городе Гудермес Чеченской Республики.
С 1 апреля 2025 года — куратор министерства внутренних дел по Чеченской Республике.

## Семья и личная жизнь
Женат с июня 2025 года. Чеченский журналист Ахмед Дудаев сообщил, что накануне свадьбы Адама Кадырова принял в Москве президент России В. В. Путин, который лично поздравил его с предстоящим бракосочетанием, пожелав ему «крепкого семейного счастья и дальнейших успехов в служении Чеченской Республике и нашей великой стране». 
В конце 2022 года среди жителей Чечни стали распространяться слухи, порочащие Адама Кадырова: Мурат Агмерзоев, охранявший Адама, и Абдулкерим Эдилов, отвечавший за его спортивное воспитание, якобы проглядели увлечение Адама наркотиками, что привело к ДТП, в котором погибли случайные люди. По другой версии, Адам и его охранники якобы оказались гомосексуалами. И Агмерзоев, и Эдилов были известны в Чечне. В конце 2022 года они пропали из виду. Расследовательское издание «Проект» утверждает, что они погибли и после этого на Адама «посыпались награды». Прежде публично друживший с Эдиловым Рамзан Кадыров и официальные чеченские СМИ о смерти Агмерзоева и Эдилова не сообщали.

## Награды

### Награды Чечни
- 6 октября 2023 года стало известно, что Адама его отец удостоил государственной награды Чеченской Республики — звания Героя Чеченской Республики[23].
- 9 ноября 2023 года председатель парламента Чечни Магомед Даудов вручил Адаму (а также двум другим сыновьям Рамзана Кадырова, Ахмату и Эли) награду парламента Чеченской Республики — орден «Даймехкан Сий» («Честь Отечества»)[24].
- 25 августа 2024 года Рамзан Кадыров наградил Адама орденом Кадырова — высшей наградой Чеченской Республики[25].

### Награды регионов России
- 24 октября 2023 года из социальных сетей Рамзана Кадырова и Адама Делимханова стало известно о награждении Адама второй по значимости наградой Республики Татарстан — орденом «Дуслык». Согласно данным сервиса Flightradar24, Минниханов летал в Чечню днем во вторник 25 октября — бизнес-джет Falcon X8 вылетел из Казани и приземлился в чеченской столице в 12:56, вылетел обратно в 15:25 и приземлился в Москве. На сайте главы Татарстана о награждении ничего не указывалось, местное телевидение проигнорировало событие[26].
- 25 октября 2023 года из рук Главы Карачаево-Черкесии Рашида Темрезова Адам Кадыров получил высшую награду этого субъекта России — орден «За заслуги перед Карачаево-Черкесской Республикой». Награды он удостоен за вклад в развитие «межнационального и межрегионального единства и укрепление традиционных исламских ценностей»[27].
- 7 ноября 2023 года Глава Кабардино-Балкарской Республики Казбек Коков вручил Адаму Кадырову орден «За заслуги перед Кабардино-Балкарской Республикой», который является высшей наградой Кабардино-Балкарии[28]. Ранее издание «Вёрстка» сообщило, что представители Чечни обращались к руководителю этой Республики с просьбой наградить Адама Кадырова одной из национальных наград, причём «чем выше — тем лучше»[29][30]. Аналогичное обращение поступало руководству Адыгеи[29].

### Общественные награды
- 6 ноября 2023 года муфтий Карачаево-Черкесии Исмаил Бердиев вручил Адаму орден «За заслуги перед Уммой» I степени[31] (награда Координационного центра мусульман Северного Кавказа).
- 15 ноября 2023 года Духовное управление мусульман Чеченской Республики наградило Адама своим орденом «За служение религии Ислам» I степени «за значительный личный вклад в дело укрепления ислама и защиты его ценностей»[32].
- 17 ноября 2023 года Адам был награждён орденом «Трудовая Доблесть России»[33] (награда Всероссийской общественной организации «Трудовая Доблесть России»).
- 17 ноября 2023 года Адам награждён медалью «За вклад в развитие Российского университета спецназа» I степени[33] (награда Российского университета спецназа, Гудермес).